# Toni Tapalović
Toni Tapalović (* 10. Oktober 1980 in Gelsenkirchen) ist ein deutsch-kroatischer Torwarttrainer und ehemaliger Fußballtorwart. Von der Saison 2011/12 bis Januar 2023 stand er beim FC Bayern München unter Vertrag.

## Karriere
In Gelsenkirchen geboren, begann Tapalović fünfjährig bei Fortuna Gelsenkirchen, einem Sportverein aus dem Stadtteil Ückendorf, mit dem Fußballspielen. 1990 wechselte er in die Jugendabteilung des FC Schalke 04 und rückte 1998 als A-Jugendlicher in die Amateurmannschaft auf, für die er bis 2002 zum Einsatz kam. 1999 erhielt er einen bis zum 30. Juni 2001 gültigen Profivertrag, zog sich jedoch im August 1999 eine Knieverletzung am Innenmeniskus zu. Nach einem weiteren Jahr wechselte er 2002 zum VfL Bochum, bei dem er bis zum 28. Januar 2004 tätig war. Bei beiden Bundesligisten blieb er als Ersatztorhüter ohne Bundesligaspielpraxis. Im Januar 2004 wechselte er zum KFC Uerdingen 05 in die Regionalliga Nord, war dort bis zum 30. Juni 2005 tätig und absolvierte in beiden Spielzeiten jeweils 13 Punktspiele. Sein erstes Spiel bestritt er am 28. Februar 2004 (20. Spieltag) beim 3:0-Sieg im Auswärtsspiel gegen Holstein Kiel. Bei den Auswärtsspielen in Lübeck (0:2) und bei Hertha BSC II (0:1) im April 2005 wurde Tapalović jeweils rund zwanzig Minuten vor Spielende als Stürmer eingewechselt, da seine Mannschaft aufgrund diverser Verletzungen keine Feldspieler mehr zur Verfügung hatte.
Nachdem er im Anschluss an sein Uerdinger Engagement fünf Monate vereinslos gewesen war, nahm ihn der Zweitligist Kickers Offenbach unter Vertrag, bei dem er allerdings ohne Einsatz blieb. 2006 kehrte er zum FC Schalke 04 zurück und – nach dem Weggang von Frank Rost im Januar 2007 – rückte als Ersatztorhüter wieder in den Profikader auf. In drei Spielzeiten bestritt er 21 Punktspiele für die zweite Mannschaft. Nach einem Jahr ohne Verein schloss er sich zur Saison 2010/11 der zweiten Mannschaft des 1. FSV Mainz 05 an, für die er fünf Punktspiele in der viertklassigen Regionalliga absolvierte. Im Oktober 2010 zog er sich während eines Testspiels einen Kreuzbandriss und einen Riss des Innenbandes zu und musste für sechs Monate pausieren, was ihn veranlasste, seine aktive Torwartkarriere zu beenden.
Ab der Saison 2011/12 stand er als Torwarttrainer des FC Bayern München unter Vertrag und trainierte u. a. Manuel Neuer, den er aus gemeinsamen Gelsenkirchener Spielerzeiten kennt und den er bereits bei Schalke 04 im Nachwuchsbereich und als Torwartkollege gecoacht hatte, sowie auch Sven Ulreich. Neuer sagte über Tapalović 2013 in einem Interview mit der Zeitschrift 11 Freunde: „Der Torwart, der ich heute bin, bin ich auch dank Toni Tapalović. Er hat mich mitentwickelt.“ Unter Tapalović war er von 2013 bis 2016 viermal hintereinander als Torhüter in der FIFA FIFPro World XI vertreten.
Am 23. Januar 2023 wurde er beim FC Bayern mit sofortiger Wirkung entlassen. Als Grund für die Freistellung nannte der damalige Sportvorstand Hasan Salihamidžić „Differenzen über die Art und Weise der Zusammenarbeit.“ Manuel Neuer äußerte sich schockiert über Tapalovićs Entlassung:

„Ich hatte das Gefühl, mir wird mein Herz rausgerissen, das war das Krasseste, was ich in meiner Karriere erlebt habe“

## Erfolge
als Spieler
- DFB-Pokal-Sieger 2001, 2002 (ohne Einsatz)

als Torwarttrainer
- FIFA-Klub-Weltmeister 2013
- UEFA-Champions-League-Sieger 2013, 2020
- UEFA Supercup -Sieger 2013, -Sieger 2020
- Deutscher Meister 2013, 2014, 2015, 2016, 2017, 2018, 2019, 2020
- DFL-Supercup-Sieger 2012, 2016, 2017, 2018, 2020
- DFB-Pokal-Sieger 2013, 2014, 2016, 2019, 2020

## Sonstiges
Toni Tapalović ist der jüngere Bruder des ehemaligen kroatischen Nationalspielers Filip Tapalović.